# Гурийская
Гури́йская — станица в Белореченском районе Краснодарского края России. Входит в состав Черниговского сельского поселения.
Население — 648 чел. (2015).

## Географическое положение
Станица расположена на левом берегу реки Пшиш, в горно-лесной зоне, в 4 км севернее более крупной станицы Тверской, где расположена железнодорожная станция, в 23 км юго-западнее города Белореченск.

## История
Основана в 1864 году, названа в честь пешей гурийской милиции, принимавшей участие в Кавказской войне.
Согласно «Списку населённых мест Северо-Кавказского края» за 1925 год станица Гурийская являлась административным центром Гурийского сельского совета Белореченского района Майкопского округа Северо-Кавказского края. На тот момент его население составляло 2814 человек (1183 мужчины и 1631 женщина), общее число дворов — 499. На территории населённого пункта располагались 150 колодцев и 1 пруд.
По данным поселенной переписи 1926 года по Северо-Кавказскому краю в станице имелось 768 хозяйств, проживало 2855 человек (1349 мужчин и 1506 женщин), в том числе 2041 украинец и 683 русских. Казачье население составляло 1459 человек.

## Население
| 1925 | 1926  | 2002 | 2010 | 2015 |
| ---- | ----- | ---- | ---- | ---- |
| 2814 | ↗2855 | ↘736 | ↘654 | ↘648 |

## Улицы
- ул. Красная,
- ул. Почтовая,
- ул. Пушкина,
- ул. Советская,
- ул. Степная,
- ул. Школьная[12].

## Объекты культурного наследия
На территории станицы расположены объекты культурного наследия регионального значения:
- Здание, где размещался станичный ревком, 1918 г.
- Торговая лавка.
- Мемориальный комплекс: обелиск в честь земляков, погибших в годы гражданской и Великой Отечественной войн; братская могила 11 советских воинов, 1942—1943 годы.
- Ансамбль церкви: церковь Покрова Богородицы, 1860 г.; дом священника, 1870 г.
- Ансамбль, 1910 г.: здание школы; дом жилой для учителей.